# Chbanate (kommun)
Chbanate (franska: Chbanate (CR), Chbanate (Commune Rurale), arabiska: أيت عمار) är en kommun i Marocko.   Den ligger i provinsen Sidi Kacem och regionen Rabat-Salé-Kénitra, i den nordöstra delen av landet, 110 km öster om huvudstaden Rabat. Antalet invånare är 10 618.